# Казы-Ельдяк
Казы-Ельдяк (баш. Ҡаҙы-Йәлдәк) — деревня в Дюртюлинском районе Республики Башкортостан Российской Федерации. Входит в состав Староянтузовского сельсовета.

## География

### Географическое положение
Расстояние до:
- районного центра (Дюртюли): 24 км,
- центра сельсовета (Староянтузово): 12 км,
- ближайшей ж/д станции (Уфа): 115 км.

## История
Село было основано башкирами Ельдякской волости Казанской дороги на собственных вотчинных землях.

## Население
| 2002 | 2009 | 2010 |
| ---- | ---- | ---- |
| 244  | ↗271 | ↗273 |

Согласно переписи 2002 года, преобладающие национальности — татары (69 %), башкиры (28 %).